# PQ–1-es konvoj
A PQ–1-es konvoj a második hajókaraván volt a második világháborúban, amelyet a szövetségesek a Szovjetunióba indítottak. A konvoj valamennyi hajója megérkezett Arhangelszkbe.

## A konvoj
A hajókat a Dervis konvoj sikerén felbuzdulva indították az izlandi Hvalfjörður kikötőjéből 1941. szeptember 29-én. A PQ kód azt jelentette, hogy a rakomány a Szovjetunióba tart, az 1 a sorszámát jelölte. A Szovjetuniónak szánt javakat tíz – brit, panamai és belga – kereskedelmi hajó vitte. A teherhajókra összesen tíz hadihajó vigyázott. Az HMS Anthony és az HMS Antelope romboló az út első részében, az HMS Escapade romboló az út vége felé volt a konvoj kísérője, az HMS Harrier aknaszedő pedig Arhangelszk közelében csatlakozott. A zászlóshajó az Atlantic volt. Október 11-én a flotta valamennyi egysége megérkezett a célállomásra, a kereskedelmi hajók szállítmányának tömege 50 649 tonna volt.

## A hajók

### Kereskedelmi hajók
| A hajó neve    | Nemzetisége        | Vízkiszorítása (brt |
| -------------- | ------------------ | ------------------- |
| Atlantic       | Egyesült Királyság | 5414                |
| Blck Ranger    | Egyesült Királyság | 3417                |
| Blairnevis     | Egyesült Királyság | 4155                |
| Capira         | Panama             | 5565                |
| Elna II        | Szovjetunió        | 3221                |
| Gemstone       | Egyesült Királyság | 4986                |
| Harmonic       | Egyesült Királyság | 4558                |
| Lorca          | Egyesült Királyság | 4875                |
| North King     | Panama             | 4934                |
| River Afton    | Egyesült Királyság | 5479                |
| Ville D’Anvers | Belgium            | 7462                |

### Kísérőhajók
| A hajó neve   | Nemzetisége        | Típusa       |
| ------------- | ------------------ | ------------ |
| HMS Suffolk   | Egyesült Királyság | Nehézcirkáló |
| HMS Impulsive | Egyesült Királyság | Romboló      |
| HMS Harrier   | Egyesült Királyság | Aknaszedő    |
| HMS Britomart | Egyesült Királyság | Aknaszedő    |
| HMS Grossader | Egyesült Királyság | Aknaszedő    |
| HMS Leda      | Egyesült Királyság | Aknaszedő    |
| HMS Hussar    | Egyesült Királyság | Aknaszedő    |
| HMS Anthony   | Egyesült Királyság | Romboló      |
| HMS Antelope  | Egyesült Királyság | Romboló      |
| HMS Escapade  | Egyesült Királyság | Romboló      |